# تيكيس فتوبولوس
تيكيس فتوبولوس (باليونانية:  Τάκης Φωτόπουλος ولد في 14 أكتوبر 1940، وهو السياسي والفيلسوف والإقتصادي والكاتب اليوناني الذي أوجد حركة الديمقراطية الشاملة، بهدف جمع الديمقراطية الكلاسيكية والليبرالية الإشتراكية والتشدد الحالي في الحركات المجتمعية الجديدة. وهو أكاديمي وقد كتب العديد من الكتب وما يزيد عن 900 مقالًا. وهو محرر صحيفة «ذا إنترناشونال» " TheInternational" للديموقراطية الشاملة (و التي أنجحت الديمقراطية والطبيعة) وهو مؤلف كتاب «السعي نحو الديمقراطية الشاملة» 1997 "Towards An InclusiveDemocracy" والذي حدده مشروع مؤسسات الديمقراطية الشاملة.
و كتابه الأخير هو«النظام العالمي الجديد في العمل: المجلد 1 : العولمة، وثورة خروج بريطانيا، و» اليسار«- نحو مجتمع ديمقراطي من الدول ذات السيادة» (ديسمبر 2016). فوتوبولس يوناني يعيش في لندن.
بداية حياته
ولد فوتوبولوس في جزيرة خيوس في اليونان، وإنتقلت عائلته بعد ذلك إلى أثينا. وبعد تخرجه من جامعة أثينا بشهادات الاقتصاد والعلوم السياسئية والقانون، إنتقل إلى لندن عام 1966 لإكمال دراسته العليا في كلية لندن للإقتصاد بمنحة فارفاريسوس من جامعة أثينا. وكان طالب نقابي وناشط في أثينا وبعدها أصبح ناشطًا سياسيًا في لندن، وقام بدور فاعل في إحتجاجات الطلاب في عام 1986 هناك، وفي منظمات اليسار الثوري اليوناني أثناء الصراع ضد المجلس العسكري اليوناني بين عامي 1967-1974. وفي تلك الفترة، كان عضوًا في المجموعة اليونانية المسماة (الإجتماعات الإشتراكية الثورية) في لندن، والتي نشرت صحيفة  القابلة Μαμή (القابلة، في المقولات الماركسية، العنف هو قابلة الثورة)، والتي كتب عنها مقالات عدّة. تزوج فوتوبولوس سيا ماماري (محامية سابقة) في 1966؛ ورُزقا بولد وإسمه كوستاس في 1974، وهو مؤلف وعازف بيانو.
التعليم
كان فوتوبولوس أستاذًا محاضرًا في الاقتصاد في «جامعة شمال لندن للفنون التطبيقية» بين عامي 1969-1989، حتى بدأ تعديل صحيفة «المجتمع والطبيعة»، وبعدها صحيفة «الديموقراطية والطبيعة»، ولاحقًا الصحيفة الإلكترونية الدولية «الديمقراطية الشاملة». وكاتب مقالات في إلفثيروتاييا، ثاني أكبر صحيفة في اليونان.
الديمقراطية الشاملة
طوّر فوتوبولوس المشروع السياسي للديمقراطية الشاملة وفي 1997 (يمكن إيجاد إيضاح في كتاب «نحو ديمقراطية شاملة». وأول قضية أوضحت بأن:
«رغبتنا تتمثل في الشروع في حوار بأمَس الحاجة إليه حول السؤال النقدي لتطوير مشروع حزب إجتماعي جديد، في لحظة فاصلة في التاريخ عندما تخلى الحزب اليساري عن هذا الدور التقليدي». وأوضح بأنه يجب أن تُرى حصيلة المشروع الجديد تركيبة من الديمقراطية والليبرالية الإجتماعية وتقاليد الخضر المتطرفة وبعد ذلك، الحوار الذي تبعه خبر في الصحيفة، حيث يدعم مشروع الحكم الذاتي مثل كورنيليوس كاستورياديس، ويدعم علم البيئة الإجتماعي بما فيه مؤسسه موري بوكتشين، والنشطاء الخضر ولعب الأكادميين دورًا مثل ستيفن بيست.
نقطة البداية لفوتوبولس العمل هو أن العالم يواجه أزمة متعددة الأبعاد (إقتصادية وبيئية وإجتماعية وحضارية وسياسية) والتي تسبب بها التجمع للقوة في النخبة، ونتيجة للسوق الإقتصادي، التمثيل الديمقراطي والأشكال المتعلقة بالتسلسل القيادي. والديمقراطية الشاملة، والتي تستلزم الوصف المتساوي للقوة بكل مستوياتها، لا ينظر إليه على أنه مثالي (بالمعنى السلبي للكلمة) أو «رؤيا» ولكن ربما أنها المخرج الوحيد من الأزمات الحالية، ووجود ميول حقيقية لخلق هذا الطريق في مناطق متعددة من العالم. ويؤيد فوتوبولس النزعة السياسية في السوق، بالرغم من أنه لا يرغب في تعريف نفسه كعامل إلغاء للسوق في حد ذاته لأنه يعتبر إلغاء السوق كجانب من الديمقراطية الشاملة والتي تعود فقط على جانب من الديمقراطية الإقتصادية. ويقترح نموذجًا للديمقراطية الإقتصادية للذين لا يحملون جنسيات، اقتصاد بلا أموال أو أسواق لكنه يعتبر ذلك بأنه عنصر من الديمقراطية الإقتصادية له نفس الأهمية بالنسبة للمكونات الأخرى للديمقراطية الشاملة، وعلى سبيل المثال، الديمقراطية السياسية أو المباشرة والديمقراطية الإقتصادية والديمقراطية البيئية والديمقر اطية في المجال الإجتماعي. تم تقييم أعمال فوتوبولوس بشكل ناقد من قِبل نشطاء ومنظرين وعلماء مهمين.